# St. Michael, Minnesota
St. Michael, Minnesota là một thành phố nằm ở quận Wright thuộc tiểu bang Minnesota, Hoa Kỳ. Thành phố có diện tích 94,3  km² với diện tích mặt nước là 10,0  km², dân số theo ước tính năm 2008 của Cục điều tra dân số Hoa Kỳ là 15.278 người.